# ريجنالد غيبونز
ريجنالد غيبونز (بالإنجليزية: Reginald Gibbons)‏‏ (1947 في هيوستن - ) فنان، وشاعر، وروائي من الولايات المتحدة.

## الجوائز
- جائزة أنسفيلد - وولف  [لغات أخرى]‏